# Robert Stephenson and Hawthorns
Robert Stephenson and Hawthorns (sigla RSH) era una società di costruzione di locomotive operante nel Nord-Est dell'Inghilterra. Nel 1955 divenne una partecipata di English Electric.

## Storia

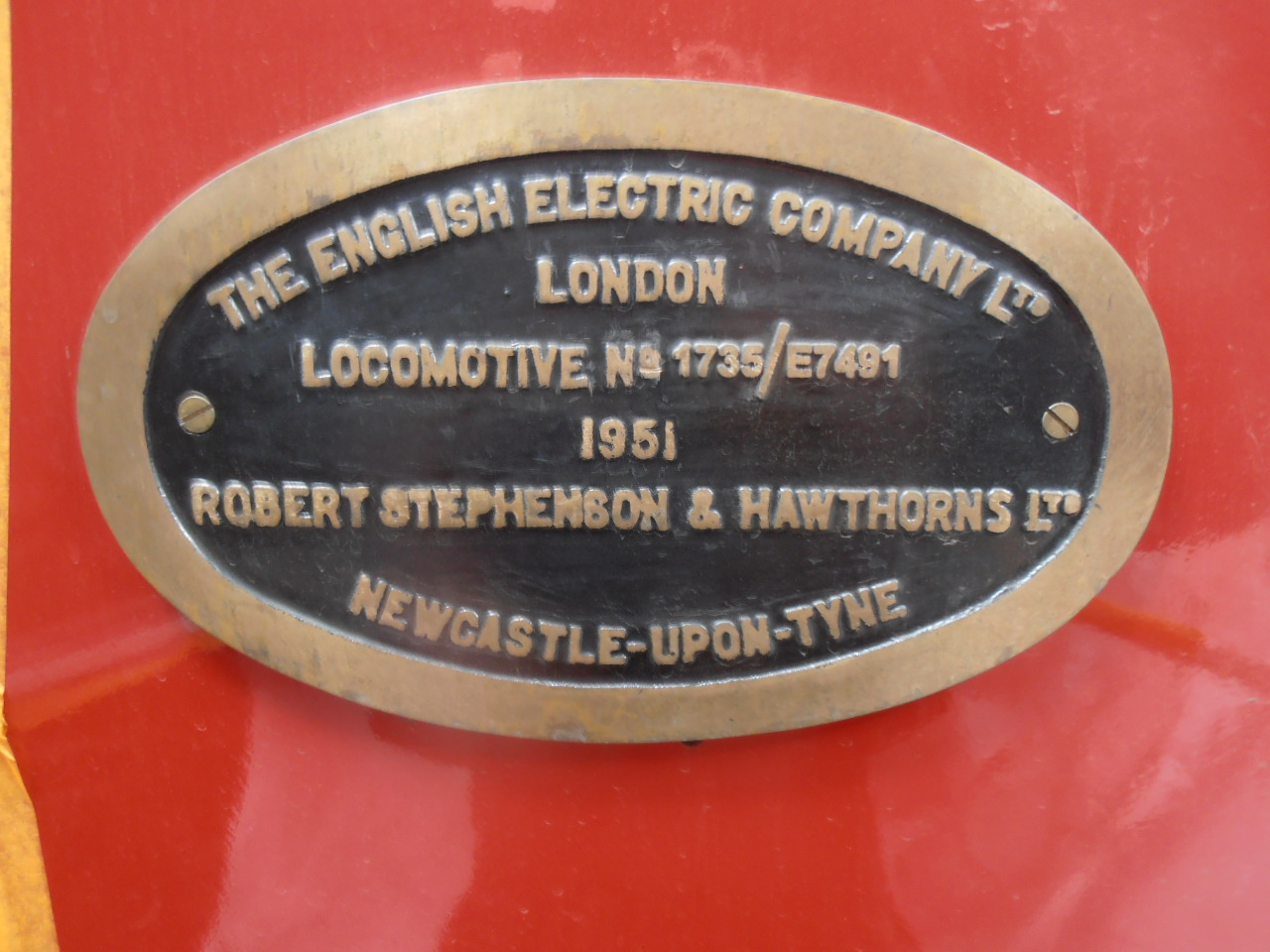
Targa del costruttore sulla locomotiva NZGR Ew 1805

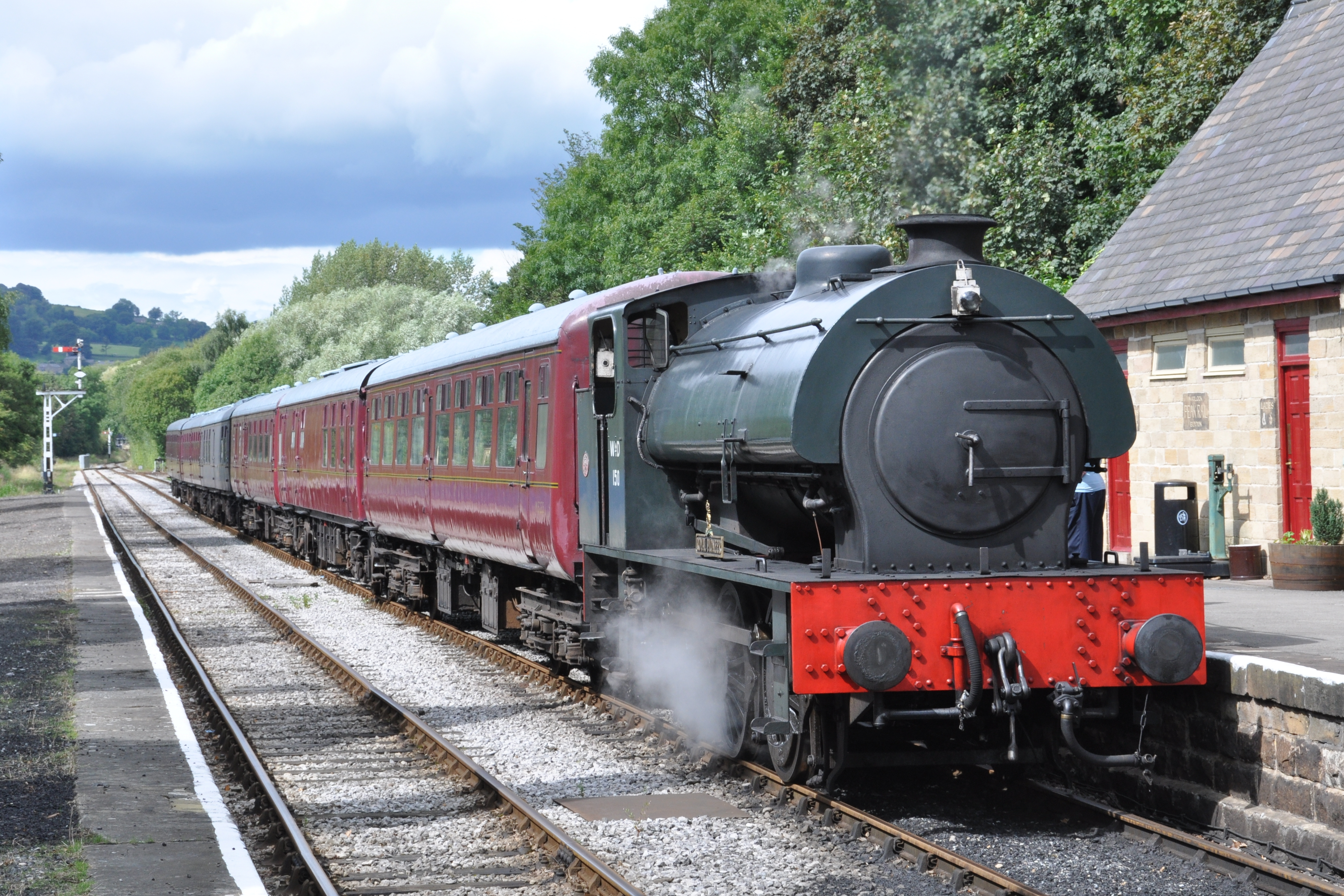
Locomotiva 0-3-0T del 1944 in testa al 'Royal Pioneer' nella stazione di Darley il 25 agosto 2009

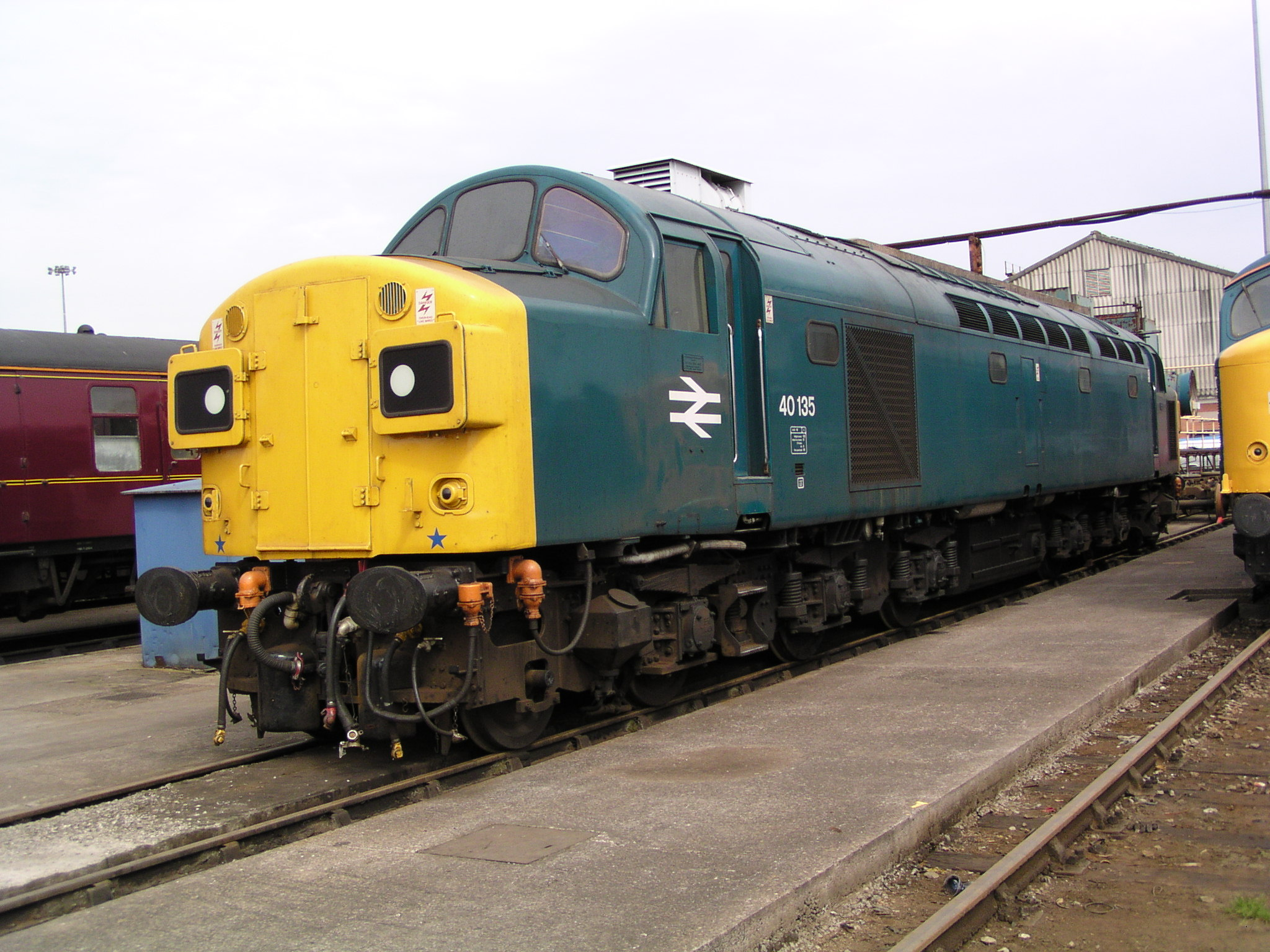
Locomotiva Diesel-elettrica RSH - English Electric n. 40 135 a Crewe Works

La società venne costituita nel 1937 in seguito all'acquisizione, da parte della Robert Stephenson and Company di Darlington, dell'intera divisione di costruzione di locomotive della Hawthorn Leslie and Company di Newcastle upon Tyne.  Il trasferimento di proprietà dell'impresa di costruzione di locomotive Kitson and Company di Leeds avvenne nel 1938.
La numerazione RSH delle locomotive iniziò con la n. 6939; la numerazione seguiva quella delle precedenti locomotive prodotte dalla Robert Stephenson e dalla  Hawthorn Leslie (che arrivava a 6938).
La RSH entrò nel mercato delle locomotive Diesel nel mese di novembre 1937.
Nel 1955 la RSH divenne una partecipata di English Electric.
La produzione di locomotive cessò nel 1961 negli stabilimenti di Newcastle upon Tyne e nel 1964 in quelli di Darlington.